# Avenul din Padirac
Avenul din Padirac este o intrare monumentală într-o cavitate naturală, situată în Pirineii Centrali, în apropiere de Padirac, departamentul Lot, din Franța, cu o deschidere de circa 35 m în diametru. Pe fundul acesteia, la 103 m adâncime, curge un râu subteran care parcurge o parte dintr-o rețea cu o întindere de peste 40 km.

## Geografie
Avena din Padirac este situată în Franța, în zona Pirineilor centrali, în comuna Padirac din departamentul Lot, la nord de Gramat, în Quercy, pe platoul calcaros Gramat.

## Istorie și formare
Formarea acestei avene este datorată prăbușirii scoarței într-o perioadă nedeterminată. Ceea ce știm este simplul fapt că peștera exista deja în secolul al III-lea d.Hr.
În 1907, exista încă un mic perete de pietre uscate și resturile unei vetre antice pe solul taluzului din roci detritice al avenului. Armand Viré considera că aceste vestigii ar fi fost lăsate de învinșii din Războiul de 100 de ani. «Au fost găsite acolo cenușă, cărbuni, resturi specifice bucătăriei și arme» care au fost expuse mai târziu într-o vitrină la intrarea peșterii, în așa fel încât să fie accesibile publicului. Avena a fost locuită de la sfârșitul secolului al XIV-lea până la sfârșitul secolului al XVI-lea. Potrivit lui François de Chalvet de Rochemonteix, în 1595 oamenii au profitat de condițiile climatice ale locului pentru a extrage un salpetru de foarte bună calitate.
În 1867, organele de cercetare judiciară au adus la suprafață corpul unei tinere asasinate.
Speologul Edouard-Alfred Martel a fost descoperitorul râului subteran al avenei din Padirac.

## Exploatare turistică
ÎN 1897 si 1898, lui Armand Viré i-a fost încredințată amenajarea avenei. Scara metalică a fost concepută și fabricată de firma Charpentier și Brousse din Puteaux . Primele vizite turistice au avut loc pe 1 noiembrie 1898, dar inaugurarea oficială a fost organizată pe 10 aprilie 1899 sub președinția ministrului Instrucțiunii publice, Georges Leygues. Astăzi se poate vizita o porțiune de galerie de circa 1,1 km din totalul de peste 42 km explorați.
Încă din 1900, iluminarea electrică a fost instalată sub conducerea inginerului Roumazeilles. În 1906, o mică centrală electrică alimenta peștera. După anii 1930, accesul la râul subteran se face cu un ascensor, restul vizitei făcându-se pe jos (circa 1300 m) și cu barca (1000 m). Lungimea râului subteran este de 20 km, iar adâncimea sa variază între 50 cm și 6 m în partea vizitată, temperatura apei este constantă de 12°C, iar a grotei este invariabilă, de 13°C.
Complexul speologic de la Padirac deține recordul celui mai frecventat obiectiv pentru turismul subteran în Franța: mai mult de 400 000 de vizitatori pe an și un record de 460 000 de intrări în 1991. 85 de persoane, majoritatea lucrători sezonieri, sunt angajate de către societatea de exploatare speologică a peșterii Padirac. Din 1996 avena este exploatată de o societate privată, de tip SA, numită SOCIETATEA DE EXPLOATARE SPEOLOGICĂ A AVENEI PADIRAC. Această societate a realizat o cifră de afaceri de 3 576 200 € în 2011 .

## Explorări speologice
Peștera a servit ca loc de refugiu locuitorilor don zona platoului calcaros Gramat în timpul Războiului de 100 de ani și al războaielor religioase, dar se pare că abia spre sfârșitul secolului al XIX-lea, ca urmare a unei viituri violente a râului, a fost spartă o cale de comunicare între fundul avenei și galeriile subterane.
Astăzi, în anul 2010, Avena din Padirac reprezintă una dintre intrările într-o rețea subterană care se întinde pe mai bine de 40 km, la o diferență de nivel de 250 m, și care se clasează printre cele mai lungi 100 de cavități subterane naturale.
Numeroasele ramificații ale acestei rețele așteaptă încă să fie explorate și evaluate din punct de vedere topografic.

### Explorările lui Édouard-Alfred Martel
Sosiți la fața locului pe la prânz, pe 9 iulie 1889, Martel, Gaupillat, Armand, Foulquier, ajutați de 6 muncitori necalificați, au coborât pe scară cei 54 m ai puțului de acces. Martel și Foulquier se ocupă de înregistrările topometrice, în timp ce Gaupillat făcea fotografii. Ei explorează în amonte galeria Grande Arcade - Marii Arcade, iar în aval râul subteran (-103 m). Se opresc la mai mult de 400 m de puțul de acces, blocați de apa prea adâncă.
A doua zi, încă de la ora 4 dimineața, au coborât din nou cu o barcă de tip Osgood numită ,,Crocodilul”. La ora 10, Martel și Gaupillat s-au îmbarcat, au parcurs lac de la Pluie (Lacul Ploii), Grande Pendeloque(Sala Țurțurilor), strâmtoarea Pas du Crocodile (Pasul Crocodilului), Lac des grands Gours (Marele lac permanent)(actualul punct terminus pentru turiști), Passage des étroits (Pasajul strâmtorilor), Tunnels (Tunelele). Ei fac cale-ntoarsă la al 34-lea lac permanent, la aproximativ 2 km de la puțul de acces.
Pe 9 septembrie 1890, la ora 14, Martel, camarazii săi din 1889 la care se adaugă Louis de Launay, profesor la „Școala de Mine”, s-au întors, secundați de peste o mie de persoane. La miezul nopții, trei bărci plutesc deja pe râu. Puțin înainte de a ajunge la Lac des grands Gours (Marele lac permanent), ei urcă o rampă și descoperă o sală imensă, de 60 m pe 40 m, a cărei boltă se ridică la mai mult de 70 m deasupra unui mic bazin care ocupă partea superioară a cavernei (în circuitul turistic actual) pe care au botezat-o salle des sources du Mammouth(Sala izvoarelor mamutului). Reiau, după aceea, navigarea spre aval și, la ora 5 dimineața, depășesc cota la care se opriseră în 1889. 500 m mai departe, la ora 7, ei sunt obligați să se oprească, extenuați, la grande Barrière (Marea barieră): o formațiune stalagmitică de 18 m bara trecerea prin râu. La ora 16, ieșeau din hăul subpământean .
Cea de-a treia explorare are loc duminică, 28 septembrie 1895, când Martel și cei doi însoțitori ai săi naufragiază, reușind să se salveze în ultimul moment .
În 1896, Martel coboară alături de inginerul Fontaine pentru a studia amenajarea turistică a avenei și a râului subteran.
În 1898, Giraud parcurge înot, luminându-și drumul cu o simplă lumânare, o galerie de 150 m la nivelul Lacului aproape de punctul terminus actual pentru turiști. Armand Viré descoperă, la 200 m, o galerie afluentă  care îi poartă numele.
Pe 14 aprilie 1899, abatele Edmond Albe și Armand Viré escaladează marea barieră și lărgesc cu ciocanul și cu dalta trecerea îngustă din vârf. Râul adânc își continua cursul și dincolo de barieră. Pe 9 mai, ei ajung chiar deasupra Terrasses (Teraselor) , o enormă îngrămădire de straturi, pe care Martel o parcurge în zilele de 13 și 14 decembrie 1899.
Pe 29, 30 și 31 mai 1900, după ce i-a eliminat într-un mod puțin elegant pe Albe și Armand Viré, însoțiți de patru ghizi, Martel mai parcurge 250m și ajunge în fața Barrière du Fuseau (Barierei Fusului). El va considera că punctul până la care a reușit să ajungă el este cota terminus care „omenește poate fi atinsă”, interzicând orice expediție ulterioară la Padirac.
Martel a parcurs și înregistrat topometric 2.750 m de galerie, dintre care 2.300 partea principală. El situa în mod greșit izbucul la Gintrac (vezi explorarea din 1947). 

### Explorările lui Guy de Lavaur
În iulie 1937, William Beamish, președinte al Societății de exploatare a avenei de la Padirac, anulează interdicția lui Martel pentru a-i mulțumi astfel lui Guy de Lavaur că i-a făcut posibil accesul în avena Saint-Sol (galeria din amonte a grotelor Lacave). Lavaur găsește un pasaj dincolo de cota terminală a lui Martel din 1900. Pe 14 și 15 septembrie 1938, de Lavaur revine împreună cu Robert de Joly. Acesta reușește să treacă de o nouă barieră care îi va purta numele și prelungește cu 400 m cartografierea cursului râului subteran. Războiul din 1939-1945 face imposibilă orice altă încercare de explorare până în anul 1947.
Pe 22 iulie 1947, 75 kg de fluoresceină sunt vărsate în Marele lac permanent. Colorantul a ieșit la suprafață în apropierea râului Dordogne, în aval față de Montvalent, prin izbucul morii Lombard, pe 4 noiembrie, și în fântâna Saint Georges pe 14 noiembrie. (Analiza lui Felix Trombe).
De pe 6 pe 12 august 1947, Guy de Lavaur și fiul său Géraud au reluat explorările, fiind însoțiți de Felix Trombe, Jean Lesur și Louis Conduché. Acesta din urmă a escaladat un nou obstacol și a ajuns în cele din urmă până la Grand Chaos (Marele Haos).
O expediție foarte amplă a fost organizată în vara anului 1948, când Jean Lesur, Géraud de Lavaur și Roger Brillot au realizat înregistrarea topografică a peste 5.000 m de galerie, dublând echipa din front. Ei au trecut de Déversoir (un puț impresionant de adânc în care dispare apa râului). Ei contemplă locul unde ia naștere Quai aux fleurs (Cheiul cu flori): un râu suspendat, străjuit de magnifice concrețiuni de calcit plutitor. Marcel Ichac, Jacques Ertaud și frații Maille vor turna aici un film: Padirac, rivière de la nuit - Padirac, râul nopții unul dintre cele dintâi filme de speologie.
1949: Expediția din care au făcut parte, printre alții, Robert Joly, Felix Trombe, Guy de Lavaur, Jacques Ertaud. Joly demonstrează cu această ocazie că se poate dormi sub pământ, fărăv cort, pe barca sa răsturnată. Ei ajung la confulența cu Rivière de Joly (Râul lui Joly) unde, acesta din urmă, a plecat într-o mică recunoaștere. În această galerie, el și însoțitorii săi parcurg 450 m în direcția aval și ajung la Cascade de l’Avenir - Cascada Viitorului.
În 1951, Jean Lesur, cu o echipă de cercetași și de speologi locali sunt surprinși de viituri, dar reușesc să ajungă la Bivuacul 5000 (situat la 5 km de intrare).
În august 1962, are loc raidul Clubului de speologie din Paris. Trei echipe, numărând în total 27 de oameni, descoperă Allées Cavalières ( Aleile cavalerești) și regăsesc râul pierdut la Déversoir. Acesta va fi botezat Rivière de Lavaur - Râul lui Lavaur. Expediția a ajuns la Siphon Terminal (Sifonul terminal): 3,4 km de galerii descoperite. La care se mai adaugă cei 900 m de galerii parcurse spre amonte pe Rivière de Joly (Râul lui Joly).  Michel Croce-Spinelli și Jacques Ertaud au conceput un film, destinat presei televizate, numit Les coulisses de l’exploit - Culisele reușitei.

### Explorările de după 1970
În 1970, Guy de Lavaur permite explorarea sitului de la Padirac de către cluburile de speologie din zona Lot. Jean Lesur și numeroși speologi urmăresc explorarea și inregistrarea topografică a afluenților râului principal. Un studiu geologic este realizat în 1979 de Daniel Larribe.
În 1975, Robert Ascargota realizează o escaladare a cotei terminale din 1962, Chaos Ascar (Haosul Ascar), situat în amonte pe Affluent de Joly (Afluentul râului Joly). După aproape un kilometru ei se lovesc de un nou haos. În aprilie 1983, Jean-François Fabriol și Michel Durand reușesc să descopere un nou pasaj în acest haos, care va fi numit în continuare Chaos Fabriol (Haosul Fabriol).Dincolo de acesta se întinde Boulevard Durand (Bulevardul Durand) pe o distanță de 1400 m cu un mare depozit paleontologic și preistoric ca surpriză: coarne de cerb, oase de mamut și de rinocer, silex șlefuit...
Expedițiile stiințifice din 1984, 1985 și 1989 autorizate de ministerul culturii, sunt pregătite de J. Lesur, M. Durand și J.-F. Fabriol, având alături pe Michel Philippe (paleontolog), François Rouzaud, Jacques Jaubert (arheologi), Robert Fabriol (geochimist), Bernard Lebreton (biospeolog), Jean-Pierre Couturié (specialist în minerale grele).
În prezent, expedițiile sunt coordonate de Comisia Padirac a Comitetului Central de Speologie din Lot care capitalizează cunoștințele privitoare la întreaga rețea . De două ori pe an, speologii din Franța și din alte părți pot contribui la descoperiri. Evoluția tehnicilor a facilitat explorările: bărci mai rezistente, îmbrăcăminte care protejează mai bine împotriva frigului și a umidității, echipamente de calitate pentru sectoarele înguste și delicate, iluminare prin LED, apă curentă la Bivuacul 5000m , telurofonul pentru a comunica din când în când cu cei de la suprafață... Padirac rămâne, cu toate acestea, o cavitate particulară prin lungimea sectoarelor navigabile și succesiunea dificultăților. Asistența reciprocă este obligatorie, de n-ar fi decât din perspectiva celor 30 kg de materiale care trebuie cărate de fiecare persoană pentru explorarea rețelei și pentru a putea trăi în autonomie totală, în afara timpului, o săptămână întreagă.

### Scufundările și legătura cu izbucurile
Referințe: Articolului lui Emeric Beaucheron și Bernard Gauche despre L'autre Padirac (Celălalt Padirac).
Pe 18 iulie 1948, Guy de Lavaur efectuează o scufundare în Fântâna Saint Georges, atingând adâncimea de 30 m  câns a ajuns pe fundul bazinului de intrare. Începând din 1973, scafandrii și-au orientat eforturile de cercetare asupra tuturor sifoanelor din situl Padirac. În 1990, în avalul rivière de Lavaur (râului Lavaur) (punctul terminus din 1963) ei descoperă astfel peste 2 km de galerii cu 5 sifoane pe care le cercetează, ultimul la o adâncime de 35m. Echipele de cercetători sunt susținute de numeroși speologi auxiliari, încărcați cu mari cantități de materiale în expediții care depășesc frecvent o săptămână petrecută sub pământ.
Izbucurile din aval de Montvalent sunt deblocate și cercetate de scufundători. În 1991, scufundătorii au intrat prin izbucul la Finou și au traversat 10 sifoane, înaintând 4 500 m, dintre care 1 620 m  prin galerii înecate. În 1993,  intrând prin Fântâna Saint Georges, cercetătorii  găsesc de asemenea 7 sifoane.
Anul 1996 este marcat de parcurgerea integrală a traseului La Finou - Padirac de catre Bernard Gauche ajutat de scufundători și speologi veniți din Lot,  Gironde, Charente și les Deux-Sèvres. În 1995, Bernard traversează 16 sifoane pornind de la izbucul la Finou. El regăsește cu această ocazie un fir al Ariadnei pe care tot el îl lăsase cu un an înainte, în timpul unei scufundări realizate pe fundul avenei Padirac.
Pe 6 septembrie 1996, el se scufundă din nou în izbucul la Finou, încărcat cu 40 kg de material. El parcurge 5 km din rețea dintre care 3 km de galerii înecate și, după ce a trecut prin  22 de sifoane, el reapare prin sifonul aval  al rivière de Lavaur (râului Lavaur), la ora 7:05 dimineața. De aici este însoțit până la Bivuacul 5 000 de unde vestea este anunțată la suprafață prin telurofon. După câteva ore de somn și încă 5 km parcurși prin râul subteran, el iese la suprafață prin avena Padirac, în ovațiile prietenilor săi.